# Steaua, Timișoara
Steaua este un cartier din Timișoara. Este un district care se află lângă cartierele Calea Șagului și Dâmbovița.